# Université au Cameroun
Cet article dresse la liste des universités de l'État camerounais.

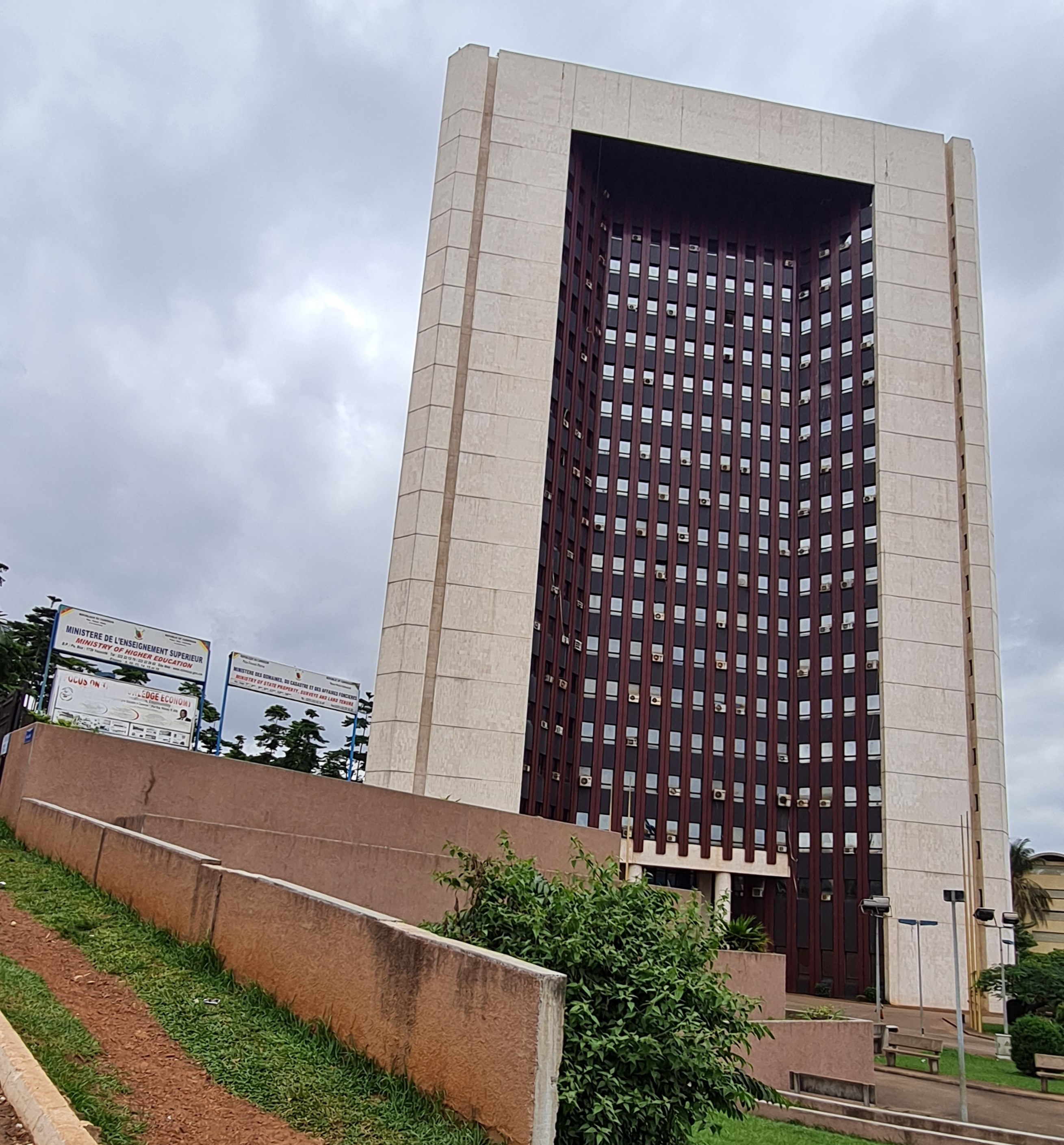
Ministère de l'Éducation supérieure au Cameroun

 La physionomie de l'Enseignement supérieur au Cameroun, à la suite des textes présidentiels pris le 19 janvier 1993 par le chef de l'État, est marquée par la mise en place de plusieurs universités :
- Université de Bamenda
- Université de Bertoua[1]
- Université de Buéa
- Université de Douala[2]
- Université d'Ebolowa[1]
- Université de Dschang[2]
- Université de Garoua[1]
- Université de Maroua
- Université de Ngaoundéré
- Université de Yaoundé I
- Université de Yaoundé II [2]

Ainsi chacune des dix provinces du Cameroun renferme au moins une université.
Ces universités sont des établissements publics à caractère scientifique et culturel dotés de la personnalité morale et de l'autonomie financière, administrative et académique. Chaque université comprend des établissements post-secondaires de formation universitaire et de recherche.
Les universités d'État obéissent aux principes directeurs suivants:
- l'égalité d'accès pour tous les Camerounais,
- l'autonomie,
- la participation des enseignants, des étudiants et du personnel non enseignant aux décisions catégorielles les concernant,
- la complémentarité et la pluridisciplinarité,
- l'ouverture à l'environnement national, régional et à la coopération internationale,
- la formation et du perfectionnement des cadres,
- la recherche scientifique et technique,
- l'appui aux activités de développement,
- la promotion sociale,
- la promotion de la science, de la culture et de la conscience nationale.

Les universités peuvent développer en leur sein des centres d'études scientifiques et technologiques, des centres de recherche ou de formation spécialisée et de perfectionnement. Ces centres sont chargés notamment d'établir la liaison entre les laboratoires universitaires et les milieux industriels, et de développer la formation et le perfectionnement des cadres à travers les filières de formation.
La première et la plus grande en diversité de formation est celle de Yaounde1 pour ses nombreux domaines de formation et la plus grande en termes de superficie est celle de Ngaoundere bâti sur près de 1500 hectares et par conséquent la plus grande de l'Afrique Centrale.

Il existe également une université d'initiative privée:
- Université des Montagnes (Ville de Bangangté)